# 2015 год в шашках
2015 год в шашках описывает годовые события в шашечном движении.

## СобытияФМЖД
Прошла Генеральная Ассамблея ФМЖД. На ней утверждены новые международные звания; новые cemb ФМЖД, а также мировые рекорды.

### Мировые рекорды
Мировой рекорд одновременной игры с часами установил Marino Barkel 17 мая 2014 года. Ему удалось сыграть 43 партии и набрать 64 очка (74,42 %), что больше, чем необходимое количество очков (70 % 60,2). Главный судья, Рима Данилевичене зафиксировала рекорд и Исполнительный совет ФМЖД принял мировой рекорд в своём заседании в октябре 2014 года.
Мировой рекорд одновременной игры вслепую установил Тон Сейбрандс 19, 20, 21 декабря 2015 года.
Главный судья Пол Виссер зафиксировал рекорд и Исполнительный совет ФМЖД приняли новый рекорд на своём заседании в августе 2015 года[уточнить].

### Новые титулы
Легенда:
в скобках [] — fmjd-id
Рейтинг-лист от 1 октября 2013 года
19 новых титулов:
1 — GMI 3 — MI 11 — MF
2 — MIF 2 — MFF
Grand Master International
- [10805] NDONZI Flaubert (Камерун)

Master International
- [15558] VAN IJZENDOORN Martijn (Нидерланды)
- [15758] VAN DEN BROEK Thijs (Нидерланды)
- [11029] LEMMEN Jasper (Нидерланды)

Master International women
- [17916] YAN Jia (Китай)
- [16286] Анастасия Барышева (Белоруссия)

Master FMJD
- [16349] GROENENDIJK Jan (Нидерланды)
- [16339] ZUTAUTAS Virgilijus (Литва)
- [16158] Антон Пермяков (Россия)
- [15734] KONE Adama (Burkina Faso)
- [15546] AFFATON Julien (Benin)
- [15385] DE COKERE Hein (Belgium)
- [14960] PLAKSIJ Anri (Литва)
- [13646] KOOPMANSCHAP Mike (Нидерланды)
- [12371] TER BRAAKE Krijn (Нидерланды)
- [11595] DE JAGER Edwin (Нидерланды)
- [10118] SCHALLEY Ewa (Польша)

Master FMJD women
- [16036] Руфина Аюпова (Россия)
- [15404] Регина Аюпова (Россия)

По итогам публикации Рейтинг-листа ФМЖД в январе 2014 года, выполнения новых титулов по спортивным результатам, после электронного голосования на Генеральной Ассамблее 2013 года.
61 новый титул:
1 — GMI, 7 — MI, 42 — MF
2 — MIF, 9 — MFF
Grand Master International
- [10117] Марк Шульман (Беларусь)

Master International
- [10278] OKKEN Jacob (Нидерланды)
- [10741] Иван Токусаров (Россия)
- [14960] PLAKSIJ Anri (Литва)
- [10095] DELMOTTE Thierry (Франция)
- [10058] CHMIEL Piotr (Польша)
- [15328] FOPA Bruno (Камерун)
- [10514] KLOOSTERZIEL Michiel (Нидерланды)

Master International women
- [10963] Александра Бурнашева (Россия)
- [16647] ALATENGHUA (Китай)

Master FMJD
- [19252] OLIVEIRA MASSOLA Lucas (Бразилия)
- [15756] Алексей Куница (Беларусь)
- [10746] KOUSEMAKER Arjo (Нидерланды)
- [10321] BOR Klaas (Нидерланды)
- [16670] ANO Adonis joachim (Кот-д’Ивуар)
- [13073] Анатолий Яценко (Украина)
- [13107] MURADYAN Vachagan (Armenia)
- [11493] DE JONG Kees (Нидерланды)
- [10562] VERDEL Ove (Нидерланды)
- [12276] ESTEBE Rene (Франция)
- [10411] FIOL Christian (Франция)
- [12906] VAN GORTEL Martijn (Нидерланды)
- [13424] GANTMAN Aleksandr (Израиль)
- [16492] GAO Wenlong (Китай)
- [12348] GEISENBLAS Juri (Германия)
- [10263] GOEDEMOED Tjalling (Нидерланды)
- [10327] HEEREMA Gabriel (Нидерланды)
- [10625] HENDRIKSEN Joost (Нидерланды)
- [10690] KALK Henk (Нидерланды)
- [10675] VAN EIJK Rob (Нидерланды)
- [10358] Елена Мильшина (Россия)
- [10699] VAN BOKHOVEN Ton (Нидерланды)
- [10272] WOLF Rudsel (Кюрасао)
- [15266] MACALI Daniele (Италия)
- [10258] MAGGIORE Fabrice (Франция)
- [10316] MARTENS Raphael (Франция)
- [12929] PLATONOVA Irina (Россия)
- [12277] MONTEBA Marcel (Нидерланды)
- [16287] Владислав Валюк (Беларусь)
- [13650] TOVAGLIARO Roberto (Италия)
- [10240] VAN WESTERLOO Herman (Нидерланды)
- [10417] PEENMAA Indrek (Эстония)
- [15193] PENKALO Alex (Венгрия)
- [16834] Василь Пикиняр (Украина)
- [11012] STRUGATCH Mark (Израиль)
- [10645] RUESINK Henk (Нидерланды)
- [10516] SAKIDIN Ramon (Суринам)
- [10859] Анатолий Татаренко (Россия)
- [15889] SMEITINK Niek (Нидерланды)
- [14017] SOBAKINA Ayyyna (Россия)
- [11835] STAPPER Stefan (Нидерланды)
- [13237] STEGEMAN Bart (Словения)

Master FMJD women
- [10520] SCHNEIDER Christine (Нидерланды)
- [10426] DANILEVICIENE Rima (Литва)
- [10204] ANDRIES Jannet (Нидерланды)
- [10317] KEETMAN Delia (Нидерланды)
- [10355] NICOLAI Marijke (Нидерланды)
- [10976] Ирина Чебурина (Украина)
- [10359] DE BOER Hester (Нидерланды)
- [16845] Елена Чеснокова (Латвия)
- [11862] Татьяна Лебедева (Беларусь)

Рейтинг-лист от 1 апреля 2014 года
3 новых титулов (1 — MI, 2 — MF):
Master International
- [10271] BERCOT Andre (Франция)

Master FMJD
- [11738] Николай Кадесников (Беларусь)
- [16101] NDJIB Desire Lazare (Камерун)

Рейтинг-лист от 1 июля 2014 года
9 новых титулов (все — MF) :
Master FMJD
[13479] EKOLLO Faustin (Франция)
[13999] Ольга Федорович (Беларусь)
[11811] LALDJIETSING Harrypersad (Суринам)
[13084] ODERKIEWICZ Przemyslaw (Польша)
[16338] PUOCIAUSKAS Vaidas (Литва)
[17372] SANJAA Davaadorj (Монголия)
[13300] Наталья Шестакова (Россия)
[10527] TOMASS Rudolfs (Латвия)
[17374] XIONG Zhiyong (Китай)
Рейтинг-лист от 1 октября 2015 года
18 новых титулов: GMI-1 MI-3 MIF-1 MF-12 MFF-1
Grand Master International
- [19605] LOKO LUZAYADIO Freddy (Congo)

Master International
- [16349] GROENENDIJK Jan (Нидерланды)
- [15756] Алексей Куница (Беларусь)
- [10937] DE JONG Ivo (Нидерланды)

Master International Women
- [16054] Ника Леопольдова (Россия)

Master FMJD
- [11939] DUSART Cedric (Франция)
- [19643] SULYEMAN Asyet (Монголия)
- [10157] BALTAZHY Olga (Украина)
- [10720] DEURLOO Mark (Нидерланды)
- [10933] HUO BI GOURI Aime (Ivory Coast)
- [16812] WATERINK Nick (Нидерланды)
- [14130] SADOWSKA Natalia (Польша)
- [15497] Рамиль Салахов (Азербайджан)
- [16351] SLUMP Jitse (Нидерланды)
- [15602] STEMPHER Michel (Нидерланды)
- [11886] STERRENBURG Johan (Нидерланды)
- [14163] VERHEUL Heike (Нидерланды)

Master FMJD women
- [17035] YA Sai (Китай)

Рейтинг-лист от 1 января 2015 года
12 новых титулов:
GMI — 1, MI — 2, MIF — 1, MF — 7, MFF — 1
Grand Master International
- [13516] Айнур Шайбаков (Россия)

Master International
- [13688] Николай Гермогенов (Россия)
- [14030] MACHTELINCK Kevin (Франция)

Master International Women
- [15467] Нургуяна Азарова (Россия)

Master FMJD
- [14961] TUNKEVIC Artur (Литва)
- [19767] TSOGTBAATAR Sukhbat (Монголия)
- [16512] YUSSUPOV Samil (Россия)
- [13978] Айгул Идрисова (Россия)
- [17032] LI Zhenyu (Китай)
- [10189] URBANEK Stanislaw (Польша)
- [15692] VAN DER SLUIS Martin (Нидерланды)

Master FMJD women
- [18525] JOCAITE Milda (Литва)

Рейтинг-лист от апреля 2015 года
5 новых титулов: GMI — 1 MF — 4
Grand Master International
- [13223] Артём Иванов (Украина)

Master FMJD
- [16467] SALARBAKS Arief (Суринам)
- [15847] RUDENKO Elvira (Венгрия)
- [14003] Дарья Федорович (Беларусь)
- [11071] RAMDIEN Bhiem (Нидерланды)

Рейтинг-лист от июля 2015 года
6 новых титулов + 5 женских титулов:
```
             GMIF  -  2
MI  –  3      MIF  -  1
MF  -  3      MFF  -  2
```

Grand Master International Women
- [14130] SADOWSKA Natalia (Польша)
- [18365] ZHANG You (Китай)

Master International
- [10394] OTGONBAYAR Tuvshinbold (Монголия)
- [17019] ZHOU Wei (Китай)
- [10605] FORBIN Frantz (Франция)

Master International Women
- [17035] YA Sai (Китай)

Master FMJD
- [18918] WOLFF Wouter (Нидерланды)
- [15635] TSEVEENSUREN Khashchuluun (Монголия)
- [17373] TSERENBYAMBA Otgonbileg (Монголия)

Master FMJD Women
- [16115] BATDELGER Nandintsetseg (Монголия)
- [17813] TURSUNMUROTOVA Shakhzoda (Монголия)

## СоревнованияФМЖД
- 1—10 апреля — матч за звание чемпиона мира по международным шашкам (Астана, Казахстан) между Зоей Голубевой (Латвия) и Тамарой Тансыккужиной (Россия)[1]. Завершился досрочной победой Зои Голубевой.
- 11—24 мая — чемпионат мира по международным шашкам среди женщин (Ухань, Китай)[2]. Чемпионкой мира в 15 раз стала Зоя Голубева (Латвия)[3].
- 7—10 октября — чемпионат мира по турецким шашкам[4].
- 25—31 октября — матч за звание чемпиона мира по международным шашкам. Победил россиянин Александр Георгиев, став восьмикратным чемпионом мира[5].
- 8—24 ноября — чемпионат мира по международным шашкам среди мужчин (Нидерланды)[6]. Титул чемпиона мира в девятый раз завоевал россиянин Александр Георгиев.
- 7—10 октября — чемпионат мира по международным шашкам (блиц) среди мужчин и женщин, чемпионат мира по международным шашкам (быстрые шашки) среди мужчин и женщин (Измир, Турция)[7].

континентальные соревнования
- 12—19 апреля — чемпионат Америки по международным шашкам среди мужчин (Sao Sebastiao, Бразилия)[8]. Чемпионом Америки в третий раз подряд стал международный гроссмейстер Аллан Силва из Бразилии.
- 25 апреля — 5 мая
  - Чемпионат Азии по международным шашкам среди мужчин и женщин (Ташкент, Узбекистан). Первое место разделили Чжоу Вэй из Китая и Отгонбаяр Тувшинболд из Монголии. У женщин чемпионкой стала китаянка Чжан Ю[9].
  - Чемпионат Азии по русским шашкам (Ташкент, Узбекистан). Чемпионом стал Самандар Каланов из Узбекистана. У женщин первое место разделили Лю Пэй из Китая и Нигина Бозорова из Узбекистана[9].
  - Чемпионат Азии по турецким шашкам (Ташкент, Узбекистан)[9]. Чемпионом стал Alali Jasem из Кувейта[10].
- 25 июля—14 августа — командный чемпионат Африки по международным шашкам (Абиджан, Кот-д’Ивуар)[11].

## Под эгидой других федераций
- 2—11 октября — чемпионат мира по русским шашкам среди мужчин и женщин (Санкт-Петербург, Россия)[12].